# Maʿarif (Casablanca)
El Maʿarif (en árabe, المعاريف; en francés, Maârif) es un distrito (arrondissement) de la ciudad marroquí de Casablanca, incluido en la prefectura de Casablanca. Es conocido por ser un distrito financiero y comercial en la ciudad, albergando entre otros edificios, las torres gemelas de Casablanca. Sus límites son los bulevares de Massira, Roudani, Bir Anzarane y Zerktouni.
El nombre proviene de la tribu marroquí homónima, subtribu de los Mzab, quienes poseían tierras en esta zona. En 1912 fueron presionados por el sultán para cederlas a los ingleses.
Maârif es un lugar con numerosos comercios de estilo occidental, donde suele acudir la juventud de la urbe y donde se encuentra una gran proporción de inmigrantes franceses, españoles e italianos.